# Estadístic N50
l'estadístic N50 és una mesura usada en bioinformàtica per a mesurar la qualitat d'un procés d'assemblatge de seqüències. Es defineix com la longitud dels còntigs per la qual usant còntigs d'aquest valor o superiors s'obtenen com a mínim el 50% dels nucleòtids totals assemblats en un procés d'assemblatge de seqüències, de manera que longituds N50 més grans es relacionen en processos d'assemblatge millors. Per al seu càlcul s'ordenen els còntigs obtinguts de menor a major longitud. Aleshores, començant pel còntig de menor longitud, es sumen les seves longituds fins que el resultat siga igual o superior a la meitat de la suma de la longitud total de cada còntig. L'N50 correspondrà a la longitud del còntig més gran de la llista de obtinguda.
Per exemple: tenim 9 còntigs de longituds 2,3,4,5,6,7,8,9 i 10, la suma dels quals és 54. Veiem que 2+3+4+5+6+7=27, que és igual al 50% de la suma total. En aquest cas l'estadístic N50 = 7.